# Марцинковская, Татьяна Давидовна
Татья́на Дави́довна Марцинко́вская (род. 29 июля 1951) — советский и российский психолог, специалист в области методологии и истории психологии, философии и психологии культуры, исторической психологии личности. Доктор психологических наук (1995), профессор (1998).

## Биография
Окончила Московский государственный университет им. Ломоносова, факультет психологии (1977).
В 1990 году защитила кандидатскую диссертацию по теме «Проблема психического развития в работах российских ученых 1910—1930-х годов».
В 1995 году защитила докторскую диссертацию по теме «Национальная идентичность и её связь с развитием российской психологии в конце XIX — начале XX веков».
В 1998 году получила звание профессора.
Работает в Психологическом институте (ПИ РАО) с 1999 года, первоначально возглавляя лабораторию исторической психологии личности, а с 2008 года — лабораторию психологии подростка.
Одновременно — c 1997 по 2012 заведующая кафедрой возрастной психологии МПГУ.).
С 2013 года — заведующая кафедрой психологии развития личности факультета психологии МГОУ.
С 2015 г. преподает на кафедре психологии личности Московского государственного университета им. М.В. Ломоносова.
С 2016 года директор Института психологии имени Л.С. Выготского Российского государственного гуманитарного университета.

## Достижения
Научные исследования, проводимые Т. Д. Марцинковской, отличают фундаментальность и целостность в исследовании истории и методологии психологической науки, динамики процесса становления её предмета и методов исследования психики, её связи с философией и естествознанием.
Проведенный анализ истории развития возрастной психологии в России дал возможность выделить этапы её развития в России и основные проблемы, разрабатываемые отечественными учеными в начале XX века, а также выявить значимые различия подходов к личности ребенка в отечественной и зарубежной психологии.
Ею проанализированы и описаны основные характеристики российской психологической науки, особенности её развития в различные исторические периоды, идеогенез основных психологических концепций. В последние годы занимается проблемами методологии и философии психологии, а также изучением психологических особенностей самосознания российской интеллигенции. Особое внимание обращается на творчество выдающегося отечественного ученого Г.Г. Шпета (Шпет Густав Густавович) и его школы.
Т. Д. Марцинковской обоснованы категориальный строй и принципы исторической психологии личности, на основании которых разрабатывается историко-генетический подход к проблеме социализации и формирования идентичности на разных этапах онтогенеза. Этот подход позволяет объединить теоретико-методологические (в том числе и историко-теоретические) материалы с данными эмпирического и экспериментального изучения становления личности, общения, деятельности современных подростков и молодежи. Полученные Т. Д. Марцинковской и её сотрудниками результаты позволили обосновать ведущую роль переживания как механизма социализации детей, подростков и молодежи, показать значение индивидуальных и социальных переживаний для социального и персонального развития, раскрыли особенности социализации в эпоху неопределенности и социальных изменений, что открыло новый подход к проблеме информационной социализации.
В настоящее время Т. Д. Марцинковской разрабатывается междисциплинарный конструкт социального и персонального пространства-времени, позволяющий связать в единое целое процессы социализации и индивидуализации в транзитивном обществе, выделив два уровня детерминации этих процессов.
Под руководством Т. Д. Марцинковской защищены 34 кандидатских и 1 докторская диссертации
Является членом трех советов по защите докторских диссертаций (ПИ РАО, ИП РАН и ф-т психологии МГУ), членом редколлегий журналов «Вопросы психологии», Вестник Санкт-Петербургского университета (серия «Психология»), «Культурно-историческая психология».
Главный редактор журнала «Психологические исследования» (https://web.archive.org/web/20171212193628/http://psystudy.ru/)
Автор более 200 работ (в том числе более 40 монографий и учебных пособий).
Обладатель премии Правительства Российской Федерации 2016 года в области образования с присвоением звания «Лауреат премии Правительства Российской Федерации в области образования».
Грант РФФИ Экзогенные и эндогенные факторы информационные социализации.2016-2019.
Грант РГНФ Культура как образующая часть личности: современные тенденции и механизмы.
2014-2017. Грант РНФ Закономерности и механизмы позитивной социализации современных детей и подростков. 2014-2017.

### Научные труды
- Марцинковская Т. Д., Венгер Л. А., Венгер А. Л. Готов ли Ваш ребенок к школе? М.: Гардарики. 1994. 10 п.л.
- Марцинковская Т. Д. Ментальность и её отражение в науках о человеке. М.:Блиц, 1994. 15 п.л.
- Марцинковская Т. Д. (редактор-составитель) Психология социального бытия Г.Шпета. Избранные произведения Г. Г. Шпета. М.: МОДЭК, 1996. 21 п.л.
- Марцинковская Т. Д., Ярошевский М. Г. 100 выдающихся психологов мира. М.:МОДЭК, 1997. 20 п.л.
- Марцинковская Т. Д. Диагностика психического развития детей. Рязань: Обруч, 1997 15 п.л.
- Марцинковская Т. Д., Липкина А. И. (редакторы-составители) Психология младшего школьника Избранные произведения П. П. Блонского Москва-Воронеж: МОДЭК, 1997. 21 п.л.
- Марцинковская Т. Д., Смирнов С. Д., Ярошевский М. Г. (редакторы-составители) Выдающиеся психологи Москвы. М.: ПИ РАО, 1997, 2007 (2 издание, расширенное и дополненное)
- Марцинковская Т. Д., Изотова Е. И., Смирнова Е. О., Счастная Т. Н. Детская практическая психология. М.: Гардарика, 2000, 2003, 2007, 2009. 18 п.л.
- Марцинковская Т. Д. (редактор-составитель) Г. Г. Шпет. Архивные материалы. Воспоминания Статьи. М.: Смысл, 2000. 21 п.л.
- Марцинковская Т. Д., История возрастной психологии. М.: Гардарики, 2004 .18 п.л.
- Марцинковская Т. Д. (редактор), Полева Н. С., Гусельцева М. В., Уварина Е. Ю., Кончаловская М. М. Категория переживания в психологии и философии М.: Прометей, 2005. 29 п.л.
- Марцинковская Т. Д. (редактор-составитель), Гусельцева М. С., Прихожан А. М., Юревич А. В., Лекторский В. А. Методологические проблемы современной психологии — парадигмальный и междисциплинарный аспект. М.: Смысл, 2005, 12 п.л.
- Марцинковская Т. Д. (редактор-составитель), Марютина Т. М., Поливанова К. Н., Стефаненко Т. Г., Краснова О. В., Белинская Е. П. Психология развития. М.: Академия, 2005, 2007, 2012. 34 п.л.
- Марцинковская Т. Д. Ваш тревожный ребенок. М.: Вентана — Граф, 2005. 1,5 п.л.
- Марцинковская Т. Д. История психологии. М.: Академия, 2005, 2006, 2007. 37 п.л.
- Марцинковская Т. Д., Григорович Л. А. Педагогика и психология. М., Гардарики, 2005, 2007. 28 п.л.
- Марцинковская Т. Д. (редактор-составитель) Философско-психологические труды Г. Г. Шпета. М.: Наука, 2005. 39 п.л.
- Марцинковская Т. Д. (редактор-составитель) Философия и психология культуры Г. Г. Шпета. М.: Наука, 2007.39 п.л.
- Журавлёв А. Л., Марцинковская Т. Д. Юревич А. В. (редакторы-составители) Прогресс психологии: Критерии и признаки. М.: ИП РАН, 2009. 31 п.л.
- Марцинковская Т. Д. Общая психология. М.: Академия, 2010, 25 п.л.

Марцинковская Т. Д. (редактор), Костяк Т. В., Изотова Е. И. , Авдулова Т. П. Концепции социализации и индивидуализации в современной психологии. М.- Обнинск: ИГ-СОЦИН, 2010. 18 п.л.
- Марцинковская Т. Д. История возрастной психологии. М.: Академический проект, 2010. 18 п.л.
- Марцинковская Т. Д., Юревич А. В. История психологии. М.: Академический проект, 2010. 26 п.л.
- Марцинковская Т. Д., Дубовская Е. М. Социализация подростков и молодежи в разных институтах социализации и в различных социокультурных условиях. М:. ФИРО, 2011. 11 п.л.
- Марцинковская Т. Д. (редактор), Костяк Т. В., Изотова Е. И. , Авдулова Т. П. Возрастная психология. М.: Академия, 2011. 24 п.л.
- Марцинковская Т. Д. Психодиагностика М.: Солитон, 2011, 18 п.л.
- Марцинковская Т. Д. Психология. Учебник.. М.: Академия. 2012 25 п.л.
- Марцинковская Т. Д. (редактор), Гусельцева М. С., Кончаловская М. М., Уварина Е. Ю. Структура и содержание идентичности российской интеллигенции. Нестор-история, Санкт-Петербург, 2012. 18 п.л.
- Марцинковская Т. Д. (редактор), Гусельцева М. С., Авдулова Т. П., Изотова Е. И., Костяк Т. В., Сергиенко Е. А., Белинская Е. П., Прихожан А. М., Егорова М. С., Хузеева Г. Р. и др. Феноменология современного детства (част1-3). М.: ФИРО, 2012—2013, 38 п.л.
- Марцинковская Т. Д., Шукова Г. В. Общая и экспериментальная психология. Учебник. М.: Академия. 2013
- Марцинковская Т. Д.. Общая психология. Учебник. М.: Академия. 2014

## Критика
По данным вольного сетевого сообщества «Диссернет», являлась оппонентом нескольких кандидатских диссертаций, которые содержат масштабные заимствования, не оформленные как цитаты.